# Gargara brevis
Gargara brevis är en insektsart som beskrevs av Ananthasubramanian 1980. Gargara brevis ingår i släktet Gargara och familjen hornstritar. Inga underarter finns listade i Catalogue of Life.